# Зарисский, Оскар
О́скар Зари́сский, или Оскар Зариский, (имя при рождении — О́шер Зари́цкий, англ. Oscar Zariski; 24 апреля 1899[…], Кобрин, Гродненская губерния — 4 июля 1986[…], Бруклайн, Массачусетс) — американский математик, один из наиболее известных алгебраических геометров XX века.
Член Национальной академии наук США (1944).

## Биография
Родился в Кобрине в еврейской семье Бецалеля Зарицкого и Ханы Тенненбаум. С 1918 года учился в Киевском университете. Во время Гражданской войны эмигрировал (1920) в Италию, где учился у Гвидо Кастельнуово, Федериго Энрикеса и Франческо Севери, принадлежавших к известной итальянской школе алгебраической геометрии. Тема его докторской диссертации (1924) относилась к теории Галуа.
С 1927 года жил в США, преподавал в университете Джонса Хопкинса, затем — в Иллинойсском университете и в Гарвардском университете (профессор, возглавлял кафедру математики).
В 1969 году был приглашенным профессором в Тель-Авивском университете. Был лектором в Калифорнийском университете в Беркли и в университете Пердью с 1969 по 1972 год. Он также читал лекции в Кембриджском университете в 1972 году и в Политехнической школе в 1973 году.
Ему принадлежат основополагающие работы в области коммутативной алгебры и алгебраической геометрии, которые он связал воедино, придав современное глубокое понимание и нужную строгость выводам математиков итальянской школы. Базисным понятием в этой области стала топология Зарисского. (Значительный вклад в этом направлении внесли также Андре Вейль и Бартель ван дер Варден). Ставшая классической книга Зарисского и П. Самюэля «Коммутативная алгебра» и ныне (2013) является одной из важнейших книг по предмету.
В 1969—1970 годах был президентом Американского математического общества.

## Награды
- 1939 — Стипендия Гуггенхайма[6]
- 1944 — Премия Коула по алгебре
- 1965 — Национальная научная медаль США
- 1981 — Премия Вольфа по математике
- 1981 — Премия Стила

## Книги на русском языке
- Зарисский О., Самюэль П. Коммутативная алгебра, тт. 1—2 — М.: ИЛ, 1963.